# Mayim Bialik

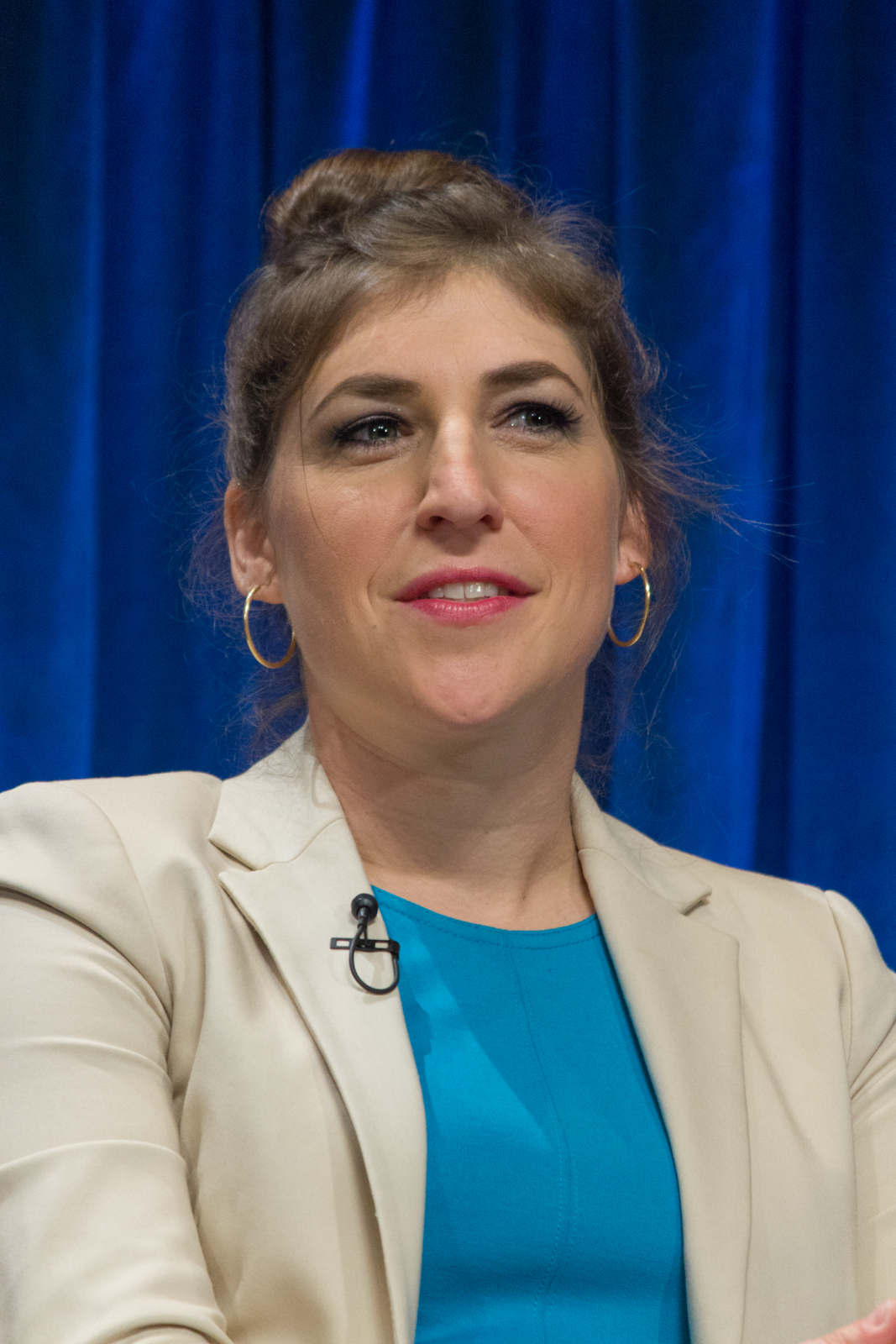
Mayim Bialik (2013)

Mayim Chaya Bialik (* 12. Dezember 1975 in San Diego, Kalifornien) ist eine US-amerikanische Neurowissenschaftlerin, Autorin und Schauspielerin. Bekannt wurde sie zunächst durch ihre Hauptrolle als Blossom Russo in der Fernsehserie Blossom und später als Dr. Amy Farrah Fowler in der Serie The Big Bang Theory.

## Leben
Bialik wurde 1975 als Tochter von Barry Bialik und Beverly Winkelman in San Diego geboren und hat einen Bruder. Sie hat polnisch-jüdische, tschechisch-jüdische und ungarisch-jüdische Vorfahren, die in den frühen 1930er Jahren in die Vereinigten Staaten emigrierten. Bialik praktiziert eine weltlichere Auslegung des Orthodoxen Judentums und ist zudem eine bekennende Zionistin. Ihr erster Vorname Mayim ist hebräisch und bedeutet Wasser, ihr Nachname entstand durch das polnische Wort Biały, was Weiß bedeutet. Sie besuchte die Walter Reed Junior High School in North Hollywood. Nach dem Ende der Serie Blossom studierte sie an der University of California, Los Angeles. 2001 machte sie zunächst ihren Bachelor of Science und 2007 ihren Doktor in Neurowissenschaften. In ihrer Arbeit befasste sie sich mit dem Prader-Willi-Syndrom.
Sie spielt Klavier, Trompete, Harfe und Bassgitarre und spricht fließend Spanisch. Von 2003 bis 2013 war sie mit Michael Stone verheiratet; das Paar hat zwei Kinder. Im März 2012 erschien das von Bialik geschriebene Buch Beyond the Sling, in dem es um Attachment Parenting geht. Bialik ist Veganerin, setzt sich unter anderem mit der PETA-Kampagne „Weg mit dem Fleisch – werden Sie vegan“ für Tierrechte ein und ist Koautorin eines Kochbuchs über vegane Küche. Ebenfalls 2012 wurde Bialik als Sprecherin des US-amerikanischen Technologiekonzerns Texas Instruments vorgestellt. Im Rahmen der Zusammenarbeit will sie junge Menschen für Mathematik und Wissenschaft begeistern.

## Karriere
In Michael Jacksons Musikvideo Liberian Girl spielte sie in einer kleinen Rolle sich selbst.

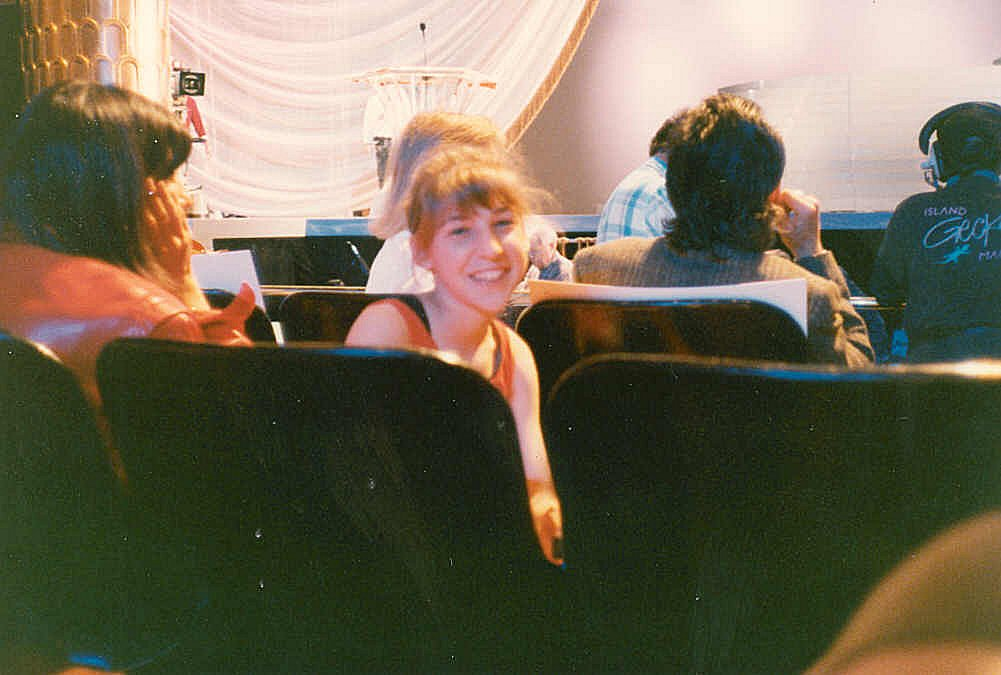
Mayim Bialik bei den Academy Awards, 1989

1989 gewann sie den Young Artist Award als „Best Young Actress in a Motion Picture Comedy or Fantasy“ für ihre Rolle im Film Freundinnen. Dort verkörperte sie Bette Midler als Kind. Nach ihrem eigenen Bekunden war diese Rolle dafür verantwortlich, dass sie 1990 die zentrale Hauptrolle in Blossom bekam, die sie in allen 114 Folgen der Serie bis 1995 innehatte.
Während ihrer Zeit auf der UCLA war sie nur sporadisch als Schauspielerin in verschiedenen Serien (z. B. Fat Actress) zu sehen. Gleichzeitig war sie auch als Synchronsprecherin für Zeichentrickserien und Videospiele tätig. 2005 wirkte sie erstmals wieder in einer Hauptrolle in dem Film Kalamazoo? mit und trat von 2005 bis 2007 in drei Folgen der Serie Lass es, Larry! als Jodi Funkhouser auf. Von 2010 bis 2019 war sie als Amy Farrah Fowler in der CBS-Sitcom The Big Bang Theory zu sehen, wo sie in direkter Anspielung auf ihren eigenen Abschluss als promovierte Neurobiologin auftrat. Ihre Darstellung brachte ihr 2012, 2013, 2014 und 2015 eine Emmy-Nominierung ein.
Seit 2015 verfolgt sie darüber hinaus eine Karriere als YouTuberin mit dem unter ihrem Namen laufenden Kanal „Mayim Bialik“, auf dem sie wissenschaftliche Themen verständlich erklärt und gesellschaftlich kritische Themen diskutiert sowie jüdische Traditionen vermittelt.
Von 2021 bis 2023 (Staffel 37 bis 39) war Bialik auch als Moderatorin für die Quizshow Jeopardy! tätig, zunächst als Gastmoderatorin und dann als feste Moderatorin im Wechsel mit Ken Jennings.

## Filmografie (Auswahl)
Film und Fernsehsendungen
- 1987: Die Schöne und das Biest (Beauty and the Beast, Fernsehserie, 1 Folge)
- 1988: Freundinnen (Beaches)
- 1988: Das Halloween Monster (Pumpkinhead)
- 1989–1990: MacGyver (Fernsehserie, 3 Folgen)
- 1990–1995: Blossom (Fernsehserie, 114 Folgen)
- 1994: Don’t Drink the Water (Fernsehfilm)
- 1994–1995: Nachtschicht mit John (The John Larroquette Show, Fernsehserie, 3 Folgen)
- 2003: Eine himmlische Familie (7th Heaven, Fernsehserie, Folge 7x20)
- 2004: Kim Possible (Fernsehserie, Folge 2x22, Stimme)
- 2005–2007: Lass es, Larry! (Curb Your Enthusiasm, Fernsehserie, 3 Folgen)
- 2006: Kalamazoo?
- 2007: Balls of Steel (Fernsehfilm)
- 2009: Bones – Die Knochenjägerin (Bones, Fernsehserie, Folge 4x20)
- 2009: Saving Grace (Fernsehserie, Folge 3x05)
- 2010: Ehe ist… (’Til Death, Fernsehserie, 3 Folgen)
- 2010: The Secret Life of the American Teenager (Fernsehserie, 6 Folgen)
- 2010–2019: The Big Bang Theory (Fernsehserie, 203 Folgen)
- 2011: Ein Hund rettet Halloween (The Dog Who Saved Halloween, Fernsehfilm, Stimme)
- 2012: The Chicago 8
- 2012: Scooby-Doo! Music of the Vampire (Stimme)
- 2014: Candid Camera (Moderatorin, 6 Folgen)
- 2014: Stan Lee’s Mighty 7 (Stimme, Fernsehfilm)
- 2015: The Flight Before Christmas (Fernsehfilm)
- 2015: Blaze und die Monster-Maschinen (Blaze and the Monster Machines, Fernsehserie, 1 Folge, Stimme)
- 2016: Star gegen die Mächte des Bösen (Star vs. the Forces of Evil, Fernsehserie, 1 Folge, Stimme)
- 2017: MasterChef Junior (Fernsehprogramm, 1 Folge)
- 2020–2024: Young Sheldon (Fernsehserie, 3 Folgen, 2x Stimme und 1x Auftritt)
- 2021–2023: Call Me Kat (Fernsehserie, 51 Folgen)
- 2021–2023: Jeopardy! (Fernsehsendung, Moderatorin, 184 Folgen)
- 2025: Night Court (Fernsehserie, 1 Folge)

Web
- seit 2015: Grok Nation
- 2016: YidLife Crisis (1 Folge)
- 2017: Rhett & Link's Buddy System
- 2017–2018: Good Mythical Morning (3 Folgen)
- seit 2018: Mayim Bialik
- 2018: The Super Slow Show (1 Folge)
- seit 2020: Bialik Breakdown

## Auszeichnungen und Nominierungen
Primetime Emmy Award
- 2012: Nominierung als Beste Nebendarstellerin in einer Comedyserie für The Big Bang Theory
- 2013: Nominierung als Beste Nebendarstellerin in einer Comedyserie für The Big Bang Theory
- 2014: Nominierung als Beste Nebendarstellerin in einer Comedyserie für The Big Bang Theory
- 2015: Nominierung als Beste Nebendarstellerin in einer Comedyserie für The Big Bang Theory

Satellite Award
- 2012: Nominierung als Beste Nebendarstellerin für The Big Bang Theory

Screen Actors Guild Award
- 2012: Nominierung für das Beste Schauspielensemble in einer Comedyserie für The Big Bang Theory
- 2013: Nominierung für das Beste Schauspielensemble in einer Comedyserie für The Big Bang Theory
- 2014: Nominierung als Beste Darstellerin in einer Comedyserie für The Big Bang Theory
- 2014: Nominierung für das Beste Schauspielensemble in einer Comedyserie für The Big Bang Theory
- 2015: Nominierung für das Beste Schauspielensemble in einer Comedyserie für The Big Bang Theory
- 2016: Nominierung für das Beste Schauspielensemble in einer Comedyserie für The Big Bang Theory
- 2017: Nominierung für das Beste Schauspielensemble in einer Comedyserie für The Big Bang Theory

Critics’ Choice Television Award
- 2014: Nominierung als Beste Nebendarstellerin in einer Comedyserie für The Big Bang Theory
- 2015: Nominierung als Beste Nebendarstellerin in einer Comedyserie für The Big Bang Theory
- Jan. 2016: Auszeichnung als Beste Nebendarstellerin in einer Comedyserie für The Big Bang Theory
- 2018: Auszeichnung als Beste Nebendarstellerin in einer Comedyserie für The Big Bang Theory

Young Artist Award
- 1989: Auszeichnung als Beste Hauptdarstellerin in einem Spielfilm für Freundinnen
- 1990: Nominierung in der Kategorie Best Young Actress Guest Starring in a Television Series für Empty Nest
- 1992: Nominierung in der Kategorie Best Young Actress in a New Television Series für Blossom
- 1993: Nominierung in der Kategorie Outstanding Young Comedian in a Television Series für Blossom

## Veröffentlichungen
- Bialik, Mayim Chaya (2007). Hypothalamic regulation in relation to maladaptive, obsessive-compulsive, affiliative, and satiety behaviors in Prader-Willi syndrome (Ph.D.). University of California, Los Angeles. OCLC 732917927. Abgerufen am 5. Mai 2018 über ProQuest (Abonnement erforderlich).
- Beyond the Sling. A Real-Life Guide to Raising Confident, Loving Children the Attachment Parenting Way. Simon & Schuster, New York 2012, ISBN 978-1-4516-1800-6.
- Mayim's Vegan Table. Da Capo Livelong Books, Philadelphia; Boston 2014, ISBN 978-0-7382-1704-8.
- Girling Up. How to Be Strong, Smart and Spectacular. Philomel Books, New York 2017, ISBN 978-0-399-54860-4.
- Bialik, Mayim (2018) Boying Up: How to be Brave, Bold and Brilliant. Philomel Books. ISBN 978-0-525-51597-5.[69]